# La Partie de croquet
La Partie de croquet est une huile sur toile impressionniste d'Édouard Manet peinte en 1873 qui fait partie de la collection du musée de Francfort, le Städel. Elle mesure 72,5 × 108 cm.
Manet a représenté une partie de croquet, jeu en vogue dans la bonne société de l'époque, dans le jardin de son ami Alfred Stevens. Ce jeu permettait de se retrouver en plein air dans une atmosphère détendue, en marge de la société corsetée de l'époque. On remarque la présence dans ce tableau d'Alfred Stevens, de Paul Rodier, de Victorine Meurent et d'Alice Legouvé.